# Die Schlacht um Citizen Kane
Die Schlacht um Citizen Kane (Originaltitel: The Battle Over Citizen Kane) ist ein Dokumentarfilm von Thomas Lennon aus dem Jahr 1995. Der Film kontrastiert die Biographien von Orson Welles mit der des Presseunternehmers William Randolph Hearst, der Vorbild für Welles‘ Film Citizen Kane war. Die Dokumentation wurde 1996 für den Oscar für den besten Dokumentarfilm und zwei Emmy Awards nominiert.

## Inhalt
Die Dokumentation beschreibt den Versuch Randolph Hearsts, 1941 die Verbreitung des Films Citizen Kane zu verhindern, der sehr deutlich an sein Leben angelehnt war, und das Leben von Orson Welles zu zerstören. Es wird auf Archivmaterial und Interviews mit Zeitgenossen und Bekannten beider Männer zurückgegriffen.

## Produktion
Die Dokumentation wurde im Rahmen der Reihe The American Experience für PBS erstellt.

## Rezeption
Der Filmdienst hält den Dokumentarfilm für ein sehenswertes und hochinteressantes Doppelporträt. Weiter heißt es zu dem Film:

„Grundthesen des Dokumentarfilms sind, daß Welles auch starke autobiografische Momente hat einfließen lassen, daß er Kane/Hearst in vielen Punkten sehr ähnlich war und daß die Konfrontation des aufstrebenden mit dem absteigenden Genie letztlich für beide zerstörerisch endete. Das sind nicht unbedingt neue Erkenntnisse für die Filmgeschichte, doch in dieser Konzentration ist der jederzeit spannende Film eine lobenswerte Leistung. Schade nur, daß er das Klischee bedient, Welles hätte nach seiner Austreibung aus Hollywood nie wieder ein ernstzunehmendes Projekt realisiert.“

Prisma hielt Die Schlacht um Citizen Kane für ein faszinierendes Doppelporträt zweier außergewöhnlicher Menschen: des Kinomagiers Orson Welles und des Pressemagnaten William Randolph Hearst. Weiter heißt es dort: 

„In diesem Stück amerikanischer Medien- und Zeitgeschichte kommen Augenzeugen und Beteiligte zu Wort. Ein faszinierender Beitrag zur Filmgeschichte mit einer Fülle bislang unveröffentlichten Materials.“

In Variety beschrieb Sheri Linden den Film als Chronik eines düsteren Kapitels der amerikanischen Filmgeschichte. Es werde das Gewebe eines übergroßen Dramas aus mitreißendem und überzeugenden Archivmaterial und Interviews gewoben. Die Dokumentation sei ein provozierendes Stück von Ereignissen, die Aufmerksamkeit jenseits akademischer und cinephiler Kreise verdienten.

## Auszeichnungen

### Awards
- Peabody Award 1996: Auszeichnung als Dokumentation[5]

### Nominierungen
- Oscars 1996: Nominierung als bester Dokumentarfilm[6]
- Emmy Awards 1996:

Nominierung für Outstanding Achievement in informational Programming
Nominierung für Outstanding informational Special